# Estación Parque 3 de Febrero (FCBAR)
La vieja Estación Parque 3 de Febrero  fue una estación ferroviaria inaugurada por el Ferrocarril del Norte de Buenos Aires en 1876 , en 1901 fue clausurada. Se encontraba en Av. Sarmiento, a la altura de la calle Cerviño.

## Historia
El FCBAR, en tanto, se desprendía del FCCA a la altura de Figueroa Alcorta y Billinghurst, tomaba en línea recta la actual Cerviño, cruzaba el Zoológico, pasaba por el predio ferial de la SRA y giraba por detrás del Regimiento de Patricios para empalmar con la traza actual.Vamos a las estaciones. En Av. Sarmiento, a la altura de la calle Cerviño, entre el predio ocupado por la Sociedad Rural y la Embajada de EEUU, estuvo la estación Parque 3 de Febrero del FCBAR. Era "una estación de mala muerte. Madera y zinc". Funcionó entre 1876 y 1901,Parque 3 de Febrero cerró en 1901 porque se inauguró la nueva traza en viaducto, la actual, sumando dos estaciones en su reemplazo. Una fue Hipódromo, hoy 3 de Febrero, ubicada del otro lado de la Av. del Libertador respecto de la estación actual.